# Колібрі-іскринка
Колі́брі-іскри́нка (Chaetocercus) — рід серпокрильцеподібних птахів родини колібрієвих (Trochilidae). Представники цього роду мешкають в Андах.

## Види
Виділяють шість видів:
- Колібрі-іскринка білочеревий (Chaetocercus mulsant)
- Колібрі-іскринка малий (Chaetocercus bombus)
- Колібрі-іскринка рубіновогорлий (Chaetocercus heliodor)
- Колібрі-іскринка колумбійський (Chaetocercus astreans)
- Колібрі-іскринка оливковий (Chaetocercus berlepschi)
- Колібрі-іскринка тринідадський (Chaetocercus jourdanii)

## Етимологія
Наукова назва роду Chaetocercus походить від сполучення слів дав.-гр. χαιτη — волосся і κερκος — хвіст.